# 3 октября
3 октября — 276-й день года (277-й в високосные годы) по григорианскому календарю.
До конца года остаётся 89 дней.
До 15 октября 1582 года — 3 октября по юлианскому календарю, с 15 октября 1582 года — 3 октября по григорианскому календарю.
В XX и XXI веках соответствует 20 сентября по юлианскому календарю.

## Праздники и памятные дни

### Национальные
- Россия — День ОМОН.
- Германия — День германского единства (День объединения Германии).
- Республика Корея — День образования государства.

### Религиозные
Православие
 — Память великомученика Евстафия Плакиды, жены его Феопистии и чад их Агапия и Феописта (около 118 года);
 — память мучеников и исповедников Михаила, князя Черниговского и боярина его Феодора, чудотворцев (1245 год);
 — память священномучеников Феоктиста Смельницкого и Александра Тетюева, пресвитеров (1937 год);
 — память преподобного и благоверного князя Олега Брянского (около 1285 года);
 — Собор Брянских святых.

## События

### До XIX века
- 382 — римский император Феодосий I выделил земли Фракии для поселения вестготов.
- 1078 — Битва на Нежатиной Ниве — сражение в окрестностях Нежина (ныне город в Черниговской области, Украина), в котором погиб великий князь Изяслав Ярославич.
- 1649 — русский Земский собор принял Соборное Уложение, основной закон Российской Империи до XIX века.
- 1654 — польско-литовский гарнизон осаждённого Смоленска сдал город русским[4].
- 1670 — правительственное войско во главе с Юрием Барятинским одерживает победу над Степаном Разиным под Симбирском.
- 1782 — в России Екатериной II учреждён Орден Святого Владимира.

### XIX век
- 1828 — установлены дипломатические отношения между Россией и Бразилией.
- 1863 — президент США Авраам Линкольн объявил каждый четвёртый четверг ноября Днём благодарения.
- 1866 — по Венскому мирному договору Австрийская империя уступила Италии Венецию.
- 1878 — открытие Высших женских («Бестужевских») курсов в Петербурге.
- 1891 — в результате сильного землетрясения в Абхазии образовалось озеро Амткел.

### XX век
- 1910 — открытие Московского аэродрома на Ходынском поле, дата по юлианскому календарю. (Закрыт в 2003 году).
- 1918 — создана Астрахано-Каспийская военная флотилия.
- 1924 — вышел первый номер «Учительской газеты».
- 1929
  - Королевство сербов, хорватов и словенцев получает официальное название Югославия.
  - Великобритания и СССР восстановили дипотношения.
- 1932 — Ирак получил независимость от Великобритании.
- 1935 — Италия вторглась в Эфиопию, положив начало Второй итало-эфиопской войне.
- 1936 — спущен на воду USS Enterprise (CV-6), наиболее успешный американский авианосец времён Второй Мировой войны, второй корабль своего типа.
- 1938 — образована Пермская область.
- 1941 — американские химики Лайл Гудхью и Уильям Салливэн запатентовали аэрозольный контейнер для распыления инсектицидов.
- 1942
  - Первый успешный запуск ракеты «Фау-2».
  - Начало операции «Базальт» — диверсионного рейда британских коммандос, состоявшаяся с 3 по 4 октября 1942 года на оккупированном немцами острове Сарк в проливе Ла-Манш. Завершилась победой англичан, не потерявших никого убитым.
- 1945
  - В возрасте 10 лет Элвис Пресли принял участие в конкурсе юных талантов и завоевал второй приз. За песенку «Старая овечка» он получил $5.
  - Образована Всемирная федерация профсоюзов.
- 1952
  - Великобритания провела первое испытание ядерного оружия.
  - Первая запись видеоизображения на магнитную ленту в Лос-Анджелесе.
- 1956
  - В лондонском оперном театре «Ковент Гарден» начались триумфальные гастроли балета Большого театра.
  - В Нью-Йорке продемонстрированы первые в мире атомные часы для коммерческой продажи — «Atomichron».
- 1967 — экспериментальный ракетоплан «Норт Американ Х-15А-2» развил скорость 7297 км/ч, в 6,72 раза превышающую скорость звука.
- 1968 — состоялся первый полёт магистрального пассажирского трёхдвигательного самолёта «Ту-154», созданного в ОКБ А. Н. Туполева. Экипаж Ю. В. Сухова.
- 1973 — в Киеве открыт памятник украинской поэтессе Лесе Украинке.
- 1986 — авария (взрыв ракеты в шахте) на подводном крейсере стратегического назначения К-219, в результате которой через три дня лодка затонула.
- 1987 — Канада и США достигли договорённости о свободной торговле между собой.
- 1990 — состоялось объединение Германии.
- 1993
  - В Москве противостояние сторонников президента Ельцина и Верховного Совета (ВС РФ) переходит в фазу открытого вооружённого противостояния — сторонники ВС РФ прорывают кольцо блокады вокруг Белого дома, захватывают здание мэрии и требуют предоставления прямого эфира у телецентра «Останкино».
  - Сражение в Могадишо между силами американского спецназа, участвующими в миротворческой операции ООН в Сомали, и боевиками полевого командира Мухаммеда Айдида.
- 1995 — на телеканале TV Tokyo состоялась премьера культового аниме-сериала Евангелион.

### XXI век
- 2001 — Владимир Путин встретился с генсеком НАТО Джорджем Робертсоном и заявил, что РФ готова строить с НАТО партнёрские отношения.
- 2002
  - курсы акций японских банков снизились катастрофически — в некоторых случаях они упали на 15 %, максимальный уровень снижения по правилам токийской биржи.
  - премьера аниме «Наруто» на телеканале TV Tokyo.
- 2005 — останки генерала Деникина и философа Ивана Ильина перезахоронены в Донском монастыре.
- 2008 — премьера мультсериала «Звёздные войны: Войны клонов» на телеканале Cartoon Network.
- 2009 — Азербайджан, Казахстан, Кыргызстан и Турция создали Организацию тюркских государств
- 2015 — Война в Афганистане: авиаудар по больнице в Кундузе, 42 погибших.

## Родились

### До XIX века
- 1762 — Антон Бернолак (ум. 1813), словацкий филолог, католический священник.
- 1792 — Франсиско Морасан (ум. 1842), государственный и военный деятель Центральной Америки, президент Центральноамериканской федерации, в разные годы президент Гондураса, Сальвадора и Коста-Рики.
- 1797 — Леопольд II (ум. 1870), великий герцог Тосканский (1824—1859).
- 1800 — Джордж Банкрофт (ум. 1891), американский учёный, «отец» американской истории.

### XIX век

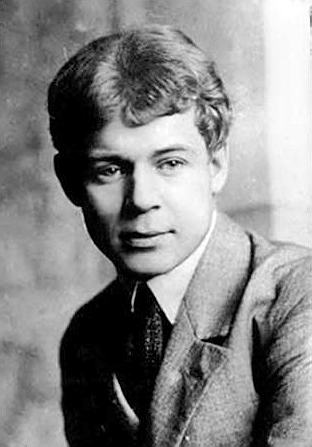
Сергей Есенин

- 1803 — Джон Горри (ум. 1855), американский врач, изобретатель первых в США холодильных установок.
- 1824 — Иван Никитин (ум. 1861), русский поэт («Русь», «Утро», «Кулак» и др.).
- 1849 — Дмитрий Дубяго (ум. 1918), российский астроном, основатель Казанской обсерватории.
- 1852 — Кириак Костанди (ум. 1921), украинский художник-передвижник («У больного товарища» и др.).
- 1858 — Элеонора Дузе (ум. 1924), итальянская актриса.
- 1860 — Павел Александрович (расстрелян в 1919), великий князь, шестой сын Александра II; убит большевиками.
- 1863 — Станислав Заремба (ум. 1942), польский математик, один из основателей Польского математического общества, член-корреспондент АН СССР.
- 1867
  - Пьер Боннар (ум. 1947), французский художник-импрессионист («Осень. Сбор фруктов» и др.).
  - Эдуард Вейденбаум (ум. 1892), латышский поэт и переводчик.
- 1873
  - Вячеслав Шишков (ум. 1945), русский советский писатель («Угрюм-река», «Ватага», «Емельян Пугачёв» и др.).
  - Иван Шмелёв (ум. 1950), русский писатель («Гражданин Уклейкин», «Человек из ресторана», «Солнце мёртвых», «Богомолье», «Лето Господне» и др.).
- 1883 — Ида Рубинштейн (ум. 1960), российская балерина и актриса.
- 1886 — Ален-Фурнье (настоящее имя Анри Фурнье; погиб в 1914), французский писатель.
- 1889 — Карл фон Осецкий (ум. 1938), немецкий журналист, лауреат Нобелевской премии мира (1935).
- 1895 — Сергей Есенин (ум. 1925), русский советский поэт.
- 1897 — Луи Арагон (наст. имя Луи-Мари Андриё; ум. 1982), французский поэт, основоположник сюрреализма («Страстная неделя», «Реальный мир», «Театр-роман»), участник Сопротивления.
- 1898 — Павел Челищев (ум. 1957), русский художник, эмигрант.
- 1900 — Томас Вулф (ум. 1938), американский писатель-прозаик, эссеист, драматург.

### XX век
- 1901 — Франсуа Ле Лионне (ум. 1984), французский инженер-химик, математик, писатель.
- 1908
  - Вазген I (ум. 1994), католикос всех армян (1955—1994).
  - Алексей Окладников (ум. 1981), советский археолог, историк, этнограф, академик АН СССР.
- 1918 — Бен Бенцианов (наст. имя Бенцион Баранчик; ум. 2009), артист разговорного жанра, народный артист РСФСР, художественный руководитель эстрады Государственного концертно-филармонического учреждения «Петербург-концерт».
- 1919
  - Джеймс Макгилл Бьюкенен-младший (ум. 2013), американский экономист, лауреат Нобелевской премии (1986).
  - Эдуардас Межелайтис (ум. 1997), литовский советский поэт, переводчик, эссеист.
  - Сергей Наровчатов (ум. 1981), русский советский поэт, критик, журналист.
- 1922 — Жан Лефевр (ум. 2004), французский комедийный киноактёр.
- 1924 — Франко Кристальди (ум. 1992), итальянский кинопродюсер.
- 1925 — Гор Видал (ум. 2012), американский писатель, эссеист, драматург.
- 1927 — Игорь Таланкин (ум. 2010), кинорежиссёр, сценарист, педагог, народный артист СССР.
- 1928 — Кристиан д’Ориола (ум. 2007), французский фехтовальщик на рапирах, 4-кратный олимпийский чемпион.
- 1934 — Николай Волков (ум. 2003), актёр театра и кино, народный артист РСФСР.
- 1935 — Армен Джигарханян (ум. 2020), актёр театра и кино, театральный режиссёр, педагог, народный артист СССР.
- 1936 — Виктор Каневский (ум. 2018), советский футболист, американский футбольный тренер.
- 1938 — Эдди Кокран (ум. 1960), американский певец, композитор и гитарист раннего рок-н-ролла.
- 1939 — митрополит Александр (в миру Александр Иванович Кудряшов), митрополит Рижский и всей Латвии, правящий архиерей Латвийской православной церкви (с 1990).
- 1941 — Чабби Чекер (наст. имя Эрнест Эванс), американский певец и автор песен, пионер рок-н-ролла.
- 1943
  - Улдис Думпис, советский и латышский актёр театра и кино.
  - Ёдзи Ямамото, японский дизайнер одежды.
- 1945 — Виктор Санеев (ум. 2022), советский легкоатлет, трёхкратный олимпийский чемпион по тройному прыжку.
- 1946 — Эдуард Сагалаев (ум. 2023), тележурналист, бывший председатель Российского государственного телевидения и радио.
- 1949
  - Линдси Бакингем, американский музыкант, композитор, гитарист и вокалист группы «Fleetwood Mac».
  - Александр Рогожкин (ум. 2021), советский и российский кинорежиссёр и сценарист, народный артист РФ.
- 1953 — Елена Коренева, советская, американская и российская актриса театра и кино, литератор, кинорежиссёр, сценарист.
- 1954 — Стиви Рэй Воэн (ум. 1990), американский блюзовый гитарист-виртуоз и певец.
- 1961 — Ларри Лоутон, американский писатель, мотивационный оратор, ютубер и бывший заключённый.
- 1962
  - Сергей Кузьминский (ум. 2009), украинский музыкант, диджей, лидер рок-группы «Братья Гадюкины».
  - Томми Ли (настоящее имя Томас Ли Басс), американский рок-музыкант, бывший муж Памелы Андерсон.
- 1964 — Вадим Самойлов, российский певец, гитарист, автор песен, бывший участник и продюсер рок-группы «Агата Кристи».
- 1965
  - Ян-Уве Вальднер, шведский игрок в настольный теннис, олимпийский чемпион (1992), многократный чемпион мира и Европы.
  - Евгений Фёдоров, российский рок-музыкант, автор песен, лидер группы «Tequilajazzz».
- 1966
  - Натали Рейтано, американская актриса, телеведущая, комедиантка, телепродюсер и тренер по аэробике.
  - Кристоф Шваллер, швейцарский кёрлингист.
- 1969 — Гвен Стефани, американская певица и автор песен, солистка «No Doubt», модельер, актриса.
- 1971 — Кевин Скотт Ричардсон, американский музыкант, певец, участник группы «Backstreet Boys».
- 1973
  - Нив Кэмпбелл, канадская актриса, сценарист и продюсер.
  - Лина Хиди, британская актриса.
- 1974
  - Мария Звонарёва, российская актриса театра и кино.
  - Марианне Тиммер, нидерландская конькобежка, трёхкратная олимпийская чемпионка.
- 1975 — Алексей Горшенёв, российский поэт, певец, музыкант, вокалист рок-группы «Кукрыниксы».
- 1976 — Шонн Уильям Скотт, американский актёр, продюсер.
- 1977 — Валентина Рубцова, украинская и российская актриса театра и кино, певица.
- 1978
  - Джеральд Асамоа, немецкий футболист ганского происхождения, двукратный призёр чемпионатов мира (2002, 2006).
  - Клаудио Писарро, перуанский футболист.
  - Шэннин Соссамон, американская актриса.
- 1981
  - Златан Ибрагимович, шведский футболист, лучший бомбардир в истории сборной Швеции.
  - Андреас Исакссон, шведский футболист, вратарь.
  - Рональд Рауэ, немецкий гребец на байдарках, двукратный олимпийский чемпион, многократный чемпион мира.
- 1983
  - Тесса Томпсон, американская актриса.
  - Фред, бразильский футболист, победитель Кубка Америки (2007).
- 1984 — Эшли Симпсон, американская актриса, поп-певица, танцовщица.
- 1986 — Джексон Мартинес, колумбийский футболист.
- 1988
  - ASAP Rocky (настоящее имя Раким Майерс), американский рэпер.
  - Алисия Викандер, шведская актриса, танцовщица, продюсер.
- 1992 — Йеспер Нелин, шведский биатлонист, олимпийский чемпион в эстафете (2018).
- 1994 — Сет Джонс, американский хоккеист.
- 1995 — Артём Зуб, российский хоккеист, олимпийский чемпион (2018).
- 1997 — Пан Чхан, южнокорейский и австралийский певец, участник бой-бэнда Stray Kids.

### XXI век
- 2004 — Ноа Шнапп, американский актёр.

## Скончались

### До XX века
- 42 до н. э. — погиб Гай Кассий Лонгин (р. ок. 84 до н. э.), римский политик и полководец, один из убийц Цезаря.
- 404 — Элия Евдоксия, жена императора Восточной Римской империи Аркадия.
- 1226 — Франциск Ассизский (р. 1181), итальянский проповедник, основатель ордена францисканцев.
- 1611 — Маргарита Австрийская (р. 1584), королева Испании и Португалии (1599—1611).
- 1667 — Алонсо Кано (р. 1601), испанский художник и скульптор.
- 1685 — Хуан Карреньо де Миранда (р. 1614), испанский художник эпохи барокко.
- 1826 — Леонтий Беннигсен (р. 1745), русский военачальник.
- 1837 — Этьен Бордесуль (р. 1771), французский полководец.
- 1864 — Элиас Хоу (р. 1819), американский техник, предприниматель, один из изобретателей швейной машины.
- 1896 — Уильям Моррис (р. 1834), английский поэт, прозаик, художник, издатель.

### XX век
- 1910 — Люси Тейлор (р. 1833), первая американская женщина-дантист.
- 1914 — Филипп Фортунатов (р. 1848), российский лингвист, действительный член Петербургской АН.
- 1929 — Густав Штреземан (р. 1878), германский политический деятель, лауреат Нобелевской премии мира (1926).
- 1931 — Карл Нильсен (р. 1865), датский композитор, скрипач, дирижёр, педагог.
- 1932 — Максимилиан Вольф (р. 1863), немецкий астроном, первопроходец в астрофотографии.
- 1937 — расстрелян Александр Чаянов (р. 1888), русский советский экономист, социолог и писатель-фантаст.
- 1950 — Пантелеймон Сазонов (р. 1895), режиссёр и художник мультипликационного кино.
- 1953 — Софья Друзякина (р. 1880), русская советская оперная и камерная певица, педагог.
- 1967 — Вудро Уилсон «Вуди» Гатри (р. 1912), американский фолк-певец и композитор.
- 1977 — Тэй Гарнетт (р. 1894), американский кинорежиссёр и сценарист.
- 1978 — Александр Белов (р. 1951), советский баскетболист, олимпийский чемпион (1972).
- 1983 — Михаил Бубеннов (р. 1909), русский советский прозаик, литературный критик, журналист.
- 1987 — Жан Ануй (р. 1910), французский драматург и сценарист.
- 1994 — Инга Андроникова (р. 1937), русский советский этнограф-цыганолог.
- 1995 — убит Артур Макаров (р. 1931), советский и российский писатель, киносценарист.
- 1999 — Акио Морита (р. 1921), японский предприниматель, основатель корпорации Sony.

### XXI век
- 2004 — Джанет Ли (р. 1927), американская актриса, обладательница премии «Золотой глобус».
- 2005 — Александр Чудаков (р. 1938), советский и российский филолог, литературовед, писатель, специалист по творчеству А. П. Чехова.
- 2013 — Сергей Белов (р. 1944), советский баскетболист, олимпийский чемпион.
- 2014 — Фёдор Богдановский (р. 1930), советский тяжелоатлет, олимпийский чемпион (1956).
- 2016 — Юрий Лопухин (р. 1924), советский и российский хирург, профессор, академик РАМН.
- 2018 — Леон Макс Ледерман (р. 1922), американский физик, лауреат Нобелевской премии (1988).

## Приметы
Астафьев (Евстафьев) день знаменит своими ветрами.
- По направлению дующего в этот день ветра судят о предстоящей погоде: «На Астафья примечай ветры: северный — к стуже, южный — к теплу, западный — к мокроте, восточный — к вёдру»[6].
- «На Астафья туман и тепло, по проулкам летит белая длинная паутина, то осень благоприятная и снег не скоро выпадет».
- «Ветряк дует всяк, дуют ветры — листобои».